# Tücsökmadár fülemüle
A tücsökmadár fülemüle (Larvivora sibilans) a madarak (Aves) osztályának verébalakúak (Passeriformes) rendjébe, ezen belül a légykapófélék (Muscicapidae) családjába tartozó faj.

## Rendszertani besorolása
Leírása óta ennek a kis énekesmadárnak többször is cserélték a rendszertani besorolását. Hamarább a rigófélék (Turdidae) közé sorolták. Később áthelyezték a légykapófélék (Muscicapidae) közé, a Luscinia nevű madárnembe. Azonban az újabb molekuláris törzsfejlődéses (philogenesis) kutatásoknak köszönhetően megtudtuk, hogy ez a madár, néhány másik Luscinia-fajjal együtt nem ebbe a nembe tartozik. A Lusciniából kivont fajoknak és a két ázsiai Erithacus-fajnak, megalkották, vagyis újrahasznosították, az 1837-ben megalkotott Larvivora madárnemet.

## Előfordulása
A tücsökmadár fülemüle a nyarat, azaz a költési időszakot Ázsia északkeleti tajgájában és Mongólia déli részén tölti, míg télire délre, azaz Délkelet-Ázsiába és Kína déli részére vonul. Nyugat-Európában igen ritka vendég. Legelőször Európában 2004 októberében, a skóciai Fair-szigeten látták. 2006 januárjában, Lengyelországban is észrevették egyik példányát. 2011 októberében és 2013 szeptemberében, az angliai Norfolkba is eljutott egy-egy példány (vagy talán ugyanaz a madár, de kétszer jött ide), Dániában 2012 októberében volt látható.
A Természetvédelmi Világszövetség (IUCN) nem fenyegetett fajnak minősíti, mivel hatalmas előfordulási területtel rendelkezik, az élőhelyein eléggé gyakori és az állományai stabilaknak mutatkoznak.

## Megjelenése
Méretre, körülbelül akkora mint az európai vörösbegy, azaz 14 centiméter hosszú. A háti része egyszerű szürkésbarna, míg hasi része a szürkéből a fehérbe torkollik; a torkán és begyén alig kivehető kerek szerű mintázatok vannak. A farkalatti része és farktollai élénk vörösesek. Az oldalai és a pofáján egy-egy csík világos sárgásbarnák. A szemei körül fehér gyűrűk vannak. A csőre barnásfekete; lábai rózsaszínes-szürkék. A nemek majdnem egyformák, talán a tojó valamivel világosabb. A fiatal nagyon hasonlít a felnőttre, azonban okker sárgásabb árnyalatú és testének felsőbb részein a tollszélei sötétebbek.

## Életmódja
Ez az énekesmadár főleg a fenyveseket és a nedves területeken növő széleslevelű lombhullató erdőket kedveli. A lucfenyő (Picea), a jegenyefenyő (Abies), a fűz (Salix), az éger (Alnus), a nyír (Betula), a nyárfa (Populus) és a vadcseresznye (Prunus avium) alkotta erdők lakója. A kidőlt fák mellett és a vastag avarban keresi a rovarokból, pókokból és egyéb gerinctelenekből álló táplálékát. Táplálékkereséskor a barázdabillegetőhöz (Motacilla alba) hasonlóan beillegeti farktollait. Akár 1200 méteres tengerszint feletti magasságba is felhatol. Télen a ritkább erdőrészeket, bozótosokat, városi parkokat és kerteket részesíti előnyben.

## Szaporodása
A tücsökmadár fülemüle költési időszaka júniusban vagy júliusban van. A fészkét a talajra a fák gyökerei közé, vagy alsóbb elhelyezkedésű faodvakba építi. A fészek levelekből, füvekből, zuzmókból és egyéb finomabb anyagokból készül. Fészekalja általában 5-6 darab halványkék vagy kékeszöld tojásból áll; a tojásokon alaktalan barna foltok vannak. A délre vonulás azonnal elkezdődik, amint a fiókák kirepültek; Oroszországban ez augusztus végén következik be, míg délebben néhány héttel később.

## Képek

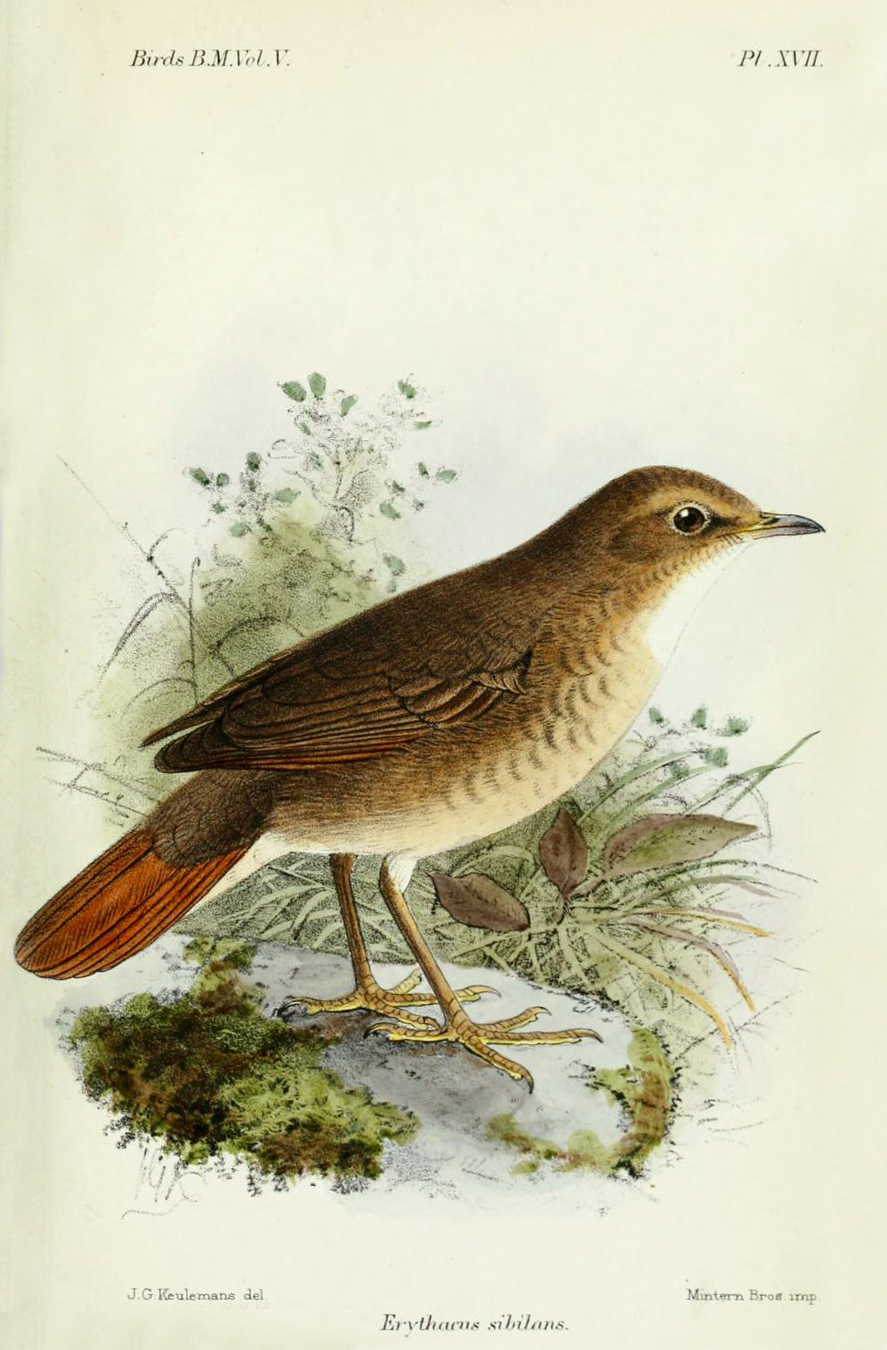
Régi rajz a madárról

## Fordítás
- Ez a szócikk részben vagy egészben  a   Rufous-tailed robin című angol Wikipédia-szócikk ezen változatának fordításán alapul.  Az eredeti cikk szerkesztőit annak laptörténete sorolja fel. Ez a jelzés csupán a megfogalmazás eredetét és a szerzői jogokat jelzi, nem szolgál a cikkben szereplő információk forrásmegjelöléseként.